# Ư
Ư, ư là kí tự thứ 26 trong bảng chữ cái tiếng Việt được dùng để biểu thị âm ɨ hoặc ɯ
Như với hầu hết các chữ cái đặc biệt của Việt Nam, chữ cái này không được hỗ trợ tốt bởi phông chữ và thường được gõ là u+ hoặc u*. Các VIQR giữa các ý kiến u+.
Bởi vì tiếng Việt là ngôn ngữ có thanh điệu cho nên kí tự này còn có thể kèm theo 5 dấu thanh:
- Ừ ừ
- Ứ ứ
- Ử ử
- Ữ ữ
- Ự ự

## Mã kí tự
| Charset      | Unicode | VISCII |
| ------------ | ------- | ------ |
| chữ hoa Ư    | U+01AF  | BF     |
| chữ thường ư | U+01B0  | DF     |
| Ừ            | U+1EEA  | BB     |
| ừ            | U+1EEB  | D7     |
| Ứ            | U+1EE8  | BA     |
| ứ            | U+1EE9  | D1     |
| Ử            | U+1EEC  | BC     |
| ử            | U+1EED  | D8     |
| Ữ            | U+1EEE  | FF     |
| ữ            | U+1EEF  | E6     |
| Ự            | U+1EF0  | B9     |
| ự            | U+1EF1  | F1     |